# Каширский район (Московская область)
Каширский район — упразднённая административно-территориальная единица (район) в Московской области РСФСР и современной России (1929—2015) и одноимённое бывшее муниципальное образование (муниципальный район, 2006—2015).
Образован в 1929 году. Упразднён в 2015 году. С 2015 года — город областного подчинения с административной территорией (городской округ) Кашира.

## География
Площадь района к 2015 году составляла 644,8 км².
Граничил со Ступинским, Зарайским, Озёрским и Серебряно-Прудским районами Московской области, а также с Тульской областью.
Основная река — Ока.

## История
Каширский район образован в 12 июля 1929 года в составе Серпуховского округа Московской области. В состав района вошли город Кашира, рабочий посёлок Терновский и следующие сельсоветы бывшей Московской губернии:
- из Каширского уезда:
  - из Богатищевской волости: Богатищево-Епишенский, Зубовский, Ледовский, Облезьевский, Редькинский, Рождественский, Руновский
  - из Жилевской волости: Белопесоцкий, Лужниковский, Ступинский
  - из Козловской волости: Больше-Ретешский, Завальевский, Козловский, Никулинский, Тюнежский, Якимовский
  - из Колтовской волости: Злобинский, Колтовский, Пятницкий, Рудневский, Стародубский, Тарасковский
  - из Кончинской волости: Алесовский, Барабановский, Глазовский, Гритчинский, Даниловский, Мартемьяновский, Павловский, Сеткинский
  - из Растовецкой волости: Богатищево-Подлесненский, Больше-Ильинский, Бурцевский, Каменский, Коростылевский, Масловский, Растовецкий, Топкановский
  - из Ямско-Слободской волости: Аладьинский, Знаменский, Кокинский, Ожерельевский, Пушкарский, Терновский, Токаревский, Чернятинский
- из Туровской волости Серпуховского уезда: Тутыхинский
- из Суковской волости Коломенского уезда: Старокаширский.

20 мая 1930 года к в Каширский район были переданы: из Зарайского района — Крутский с/с, из Михневского района — Староситненский с/с, из Иваньковского района — Чусовский с/с.
1 июня 1932 года, Постановление ВЦИК, р.п. Терновский был преобразован в город Терновск.
1 июля 1934 года, Постановление ВЦИК, образован р.п. Электровоз. При этом упразднён Ступинский с/с.
21 февраля 1935 года из Каширского района в новообразованный Мордвесский район были переданы 12 сельсоветов: Алесовский, Больше-Ретешский, Глазовский, Гритчинский, Даниловский, Козловский, Крутский, Мартемьяновский, Павловский, Сетский, Тюнежский и Чусовский. Одновременно были упразднены Белопесоцкий, Злобинский, Зубовский, Масловский, Чернятинский и Якимовский с/с. 10 ноября 1937 года, Постановление ВЦИК, образован р.п. Ожерелье. 27 июня 1935 года, Постановление ЦИК Союза ССР, город Терновск переименован в город Каганович.
11 июля 1938 года, Постановление ВЦИК, р.п. Электровоз был преобразован в город Ступино.
7 января 1939 года из Озёрского района в Каширский были переданы Батайковский и Хочемский с/с. Тогда же из Каширского района в Озёрский были переданы Облезьевский и Редькинский с/с. 17 июля были упразднены Батайковский, Богатищево-Подлесненский, Завальевский, Каменский, Коростылевский, Ожерельевский, Пятницкий, Рудневский, Терновский и Тутыхинский (территория передана в Лужниковский с/с) с/с. 14 сентября 1939 года, Указ Президиума Верховного совета РСФСР, город Ступино был переведён в областное подчинение и выведен из состава Каширского района.
15 марта 1944 года Лужниковский, Старокаширский, Староситненский и Хочемский с/с были переданы в подчинение городу Ступино.
22 июня 1951 года был упразднён Пушкарский с/с.
14 июня 1954 года был упразднены Аладьинский, Барабановский, Богатище-Епишинский, Бурцевский, Кокинский, Никулинский, Растовецкий, Руновский, Стародубский, Тарасковский, Токаревский и Топкановский с/с. Образованы Базаровский, Каменский и Рудневский с/с.
2 октября 1957 года город Каганович был переименован в Новокаширск.
11 апреля 1958 года р.п. Ожерелье получил статус города. 25 сентября были упразднены Рождественский и Рудневский с/с.
20 августа 1960 года Больше-Ильинский с/с был переименован в Топкановский, а Каменский с/с — в Домнинский. Образован Барабановский с/с.
1 февраля 1963 года Каширский район был упразднён. Его сельсоветы переданы в Ступинский укрупнённый сельский район. Кашира получила статус город областного подчинения. Город Новокаширск включён в состав города Каширы. Город Ожерелье административно подчинён Кашире.
13 января 1965 года Каширский район был восстановлен. В его состав вошли город Ожерелье, а также Базаровский, Барабановский, Домнинский, Знаменский, Колтовский, Ледовский и Топкановский с/с.
3 февраля 1994 года сельсоветы были преобразованы в сельские округа.
1 февраля 2001 года город Кашира утратил статус города областного подчинения и был вновь включён в состав района.
11 октября 2015 года Каширский муниципальный район был упразднён, а все входившие в его состав городские и сельские поселения были объединены в единое муниципальное образование  — городской округ Кашира.
8 декабря 2015 года город Кашира отнесён к городам областного подчинения; Каширский район как административно-территориальная единица области был упразднён: вместо него образована новая административно-территориальная единица — город областного подчинения Кашира с административной территорией При этом 16 ноября 2015 года город Ожерелье был упразднён и включён в городскую черту Каширы.

## Население
| 1931    | 1939    | 1959    | 1970    | 1979    | 1989    | 2002    |
| ------- | ------- | ------- | ------- | ------- | ------- | ------- |
| 62 117  | ↗86 575 | ↘62 621 | ↘32 458 | ↗33 070 | ↗35 300 | ↗70 774 |
| 2006    | 2009    | 2010    | 2011    | 2012    | 2013    | 2014    |
| ↗70 857 | ↘67 930 | ↗70 269 | ↘70 099 | →70 099 | ↘69 167 | ↘68 151 |
| 2015    |         |         |         |         |         |         |
| ↘67 766 |         |         |         |         |         |         |

Урбанизация
В городских условиях (города Кашира и Ожерелье) проживали 80,93 % населения района на начало 2015 года.

## Территориальное устройство
Каширский район до 2006 года делился на 2 города районного подчинения (Кашира и Ожерелье) и 7 сельских округов: Базаровский, Барабановский, Домнинский, Знаменский, Колтовский,
Ледовский, Топкановский.
| №        | Административно- территориальная единица | Административный центр | Количество населённых пунктов | Население АТЕ (2002) чел. |
| -------- | ---------------------------------------- | ---------------------- | ----------------------------- | ------------------------- |
| 1e-06    | город районного подчинения               |                        |                               |                           |
| 1        | Кашира                                   | г. Кашира              | 1                             | 40898                     |
| 2        | Ожерелье                                 | г. Ожерелье            | 1                             | 11113                     |
| 2.000002 | сельский округ                           |                        |                               |                           |
| 3        | Базаровский                              | п. Зендиково           | 10                            | 3860                      |
| 4        | Барабановский                            | д. Барабаново          | 16                            | 2203                      |
| 5        | Домнинский                               | д. Каменка             | 13                            | 1184                      |
| 6        | Знаменский                               | п. Новосёлки           | 16                            | 3298                      |
| 7        | Колтовский                               | д. Тарасково           | 12                            | 2950                      |
| 8        | Ледовский                                | д. Ледово              | 17                            | 1927                      |
| 9        | Топкановский                             | п. Богатищево          | 12                            | 3341                      |

В 2006—2015 гг. в Каширский муниципальный район входило 7 муниципальных образований, в том числе 2 городских и 5 сельских поселений.
| №        | Муниципальное образование | Административный центр | Количество населённых пунктов | Население (2015) чел. | Площадь, км² |
| -------- | ------------------------- | ---------------------- | ----------------------------- | --------------------- | ------------ |
| 1e-06    | Городское поселение:      |                        |                               |                       |              |
| 1        | Кашира                    | город Кашира           | 6                             | ↘40 279               | 53,68        |
| 2        | Ожерелье                  | город Ожерелье         | 4                             | ↘10 540               | 21,12        |
| 2.000002 | Сельское поселение:       |                        |                               |                       |              |
| 3        | Базаровское               | посёлок Зендиково      | 16                            | ↘4768                 | 108,63       |
| 4        | Домнинское                | деревня Каменка        | 36                            | ↘3351                 | 261,42       |
| 5        | Знаменское                | посёлок Новосёлки      | 12                            | ↗2908                 | 88,67        |
| 6        | Колтовское                | деревня Тарасково      | 12                            | ↘2897                 | 75,35        |
| 7        | Топкановское              | посёлок Богатищево     | 12                            | ↗3023                 | 97,32        |

В 2015 году все муниципальные образования (городские и сельские поселения) муниципального района были упразднены и объединены в единый городской округ.

## Населённые пункты
До 2015 года в Каширский район входило 98 населённых пунктов, в том числе 2 города (Кашира и Ожерелье), 7 посёлков и 89 деревень.
| №  | Населённый пункт                  | Тип                             | Население | Муниципальное образование муниципального района до 2015 года |
| -- | --------------------------------- | ------------------------------- | --------- | ------------------------------------------------------------ |
| 1  | Аладьино                          | деревня                         | ↗281      | сельское поселение Базаровское                               |
| 2  | Андреевское                       | деревня                         | ↗57       | сельское поселение Знаменское                                |
| 3  | Базарово                          | деревня                         | →49       | сельское поселение Базаровское                               |
| 4  | Барабаново                        | деревня                         | ↗1336     | сельское поселение Базаровское                               |
| 5  | Баскачи                           | деревня                         | ↘3        | сельское поселение Знаменское                                |
| 6  | Батькополье                       | деревня                         | ↗4        | сельское поселение Домнинское                                |
| 7  | Благово                           | деревня                         | ↘10       | сельское поселение Колтовское                                |
| 8  | Богатищево                        | деревня                         | ↗34       | сельское поселение Топкановское                              |
| 9  | Богатищево                        | посёлок                         | ↘1605     | сельское поселение Топкановское                              |
| 10 | Богатищево-Епишино                | деревня                         | ↘4        | сельское поселение Знаменское                                |
| 11 | Большое Ильинское                 | деревня                         | ↘13       | сельское поселение Домнинское                                |
| 12 | Большое Кропотово                 | деревня                         | ↗10       | сельское поселение Знаменское                                |
| 13 | Большое Руново                    | посёлок                         | ↘1310     | сельское поселение Знаменское                                |
| 14 | Бузаково                          | деревня                         | ↘9        | сельское поселение Домнинское                                |
| 15 | Бурцево                           | деревня                         | ↘245      | сельское поселение Домнинское                                |
| 16 | Веревское                         | деревня                         | ↗4        | сельское поселение Домнинское                                |
| 17 | Верзилово                         | деревня                         | ↗33       | сельское поселение Базаровское                               |
| 18 | Воскресенское                     | деревня                         | ↗40       | сельское поселение Знаменское                                |
| 19 | Вослинка                          | деревня                         | ↗18       | сельское поселение Топкановское                              |
| 20 | Гладкое                           | деревня                         | ↘0        | сельское поселение Базаровское                               |
| 21 | Глебово-Змеево                    | деревня                         | ↗3        | сельское поселение Домнинское                                |
| 22 | Глебово-Никольское                | деревня                         | ↗7        | сельское поселение Домнинское                                |
| 23 | Горки                             | деревня                         | ↘61       | городское поселение Кашира                                   |
| 24 | Грабченки                         | деревня                         | ↘80       | городское поселение Ожерелье                                 |
| 25 | Гритчино                          | деревня                         | ↗23       | сельское поселение Домнинское                                |
| 26 | Домнинки                          | деревня                         | ↗109      | сельское поселение Домнинское                                |
| 27 | Дьяково                           | деревня                         | ↗2        | сельское поселение Домнинское                                |
| 28 | Елькино                           | деревня                         | ↘45       | сельское поселение Колтовское                                |
| 29 | Железня                           | деревня                         | ↘1        | сельское поселение Домнинское                                |
| 30 | Завалье-1                         | деревня                         | ↘25       | сельское поселение Домнинское                                |
| 31 | Завалье-2                         | деревня                         | ↘38       | сельское поселение Домнинское                                |
| 32 | Зендиково                         | посёлок                         | ↘1854     | сельское поселение Базаровское                               |
| 33 | Злобино                           | деревня                         | ↘19       | сельское поселение Базаровское                               |
| 34 | Знаменское                        | деревня                         | ↘8        | сельское поселение Знаменское                                |
| 35 | Зубово                            | деревня                         | ↘48       | сельское поселение Домнинское                                |
| 36 | Каменка                           | деревня                         | ↘663      | сельское поселение Домнинское                                |
| 37 | Кашира                            | город                           | ↘44 551   | городское поселение Кашира                                   |
| 38 | Кипелово                          | деревня                         | ↗8        | сельское поселение Домнинское                                |
| 39 | Кишкино                           | деревня                         | →8        | сельское поселение Домнинское                                |
| 40 | Клубня                            | деревня                         | ↗5        | сельское поселение Домнинское                                |
| 41 | Козлянино                         | деревня                         | ↗7        | сельское поселение Домнинское                                |
| 42 | Козьяково                         | деревня                         | ↗9        | сельское поселение Топкановское                              |
| 43 | Кокино                            | деревня                         | ↗936      | сельское поселение Базаровское                               |
| 44 | Колмна                            | деревня                         | ↘30       | сельское поселение Топкановское                              |
| 45 | Колтово                           | деревня                         | ↗212      | сельское поселение Колтовское                                |
| 46 | Кореньково                        | деревня                         | →3        | сельское поселение Знаменское                                |
| 47 | Коростылево                       | деревня                         | ↗8        | сельское поселение Домнинское                                |
| 48 | Корыстово                         | деревня                         | ↗518      | сельское поселение Колтовское                                |
| 49 | Корытня                           | деревня                         | ↘40       | сельское поселение Домнинское                                |
| 50 | Лазаревка                         | деревня                         | ↗9        | сельское поселение Знаменское                                |
| 51 | Ледово                            | деревня                         | ↘881      | сельское поселение Домнинское                                |
| 52 | Лёдово                            | деревня                         | ↘18       | сельское поселение Колтовское                                |
| 53 | Ледовские Выселки                 | деревня                         | ↘1        | сельское поселение Колтовское                                |
| 54 | Лиды                              | деревня                         | ↘322      | сельское поселение Колтовское                                |
| 55 | Макарово                          | деревня                         | ↗17       | сельское поселение Домнинское                                |
| 56 | Малеево                           | деревня                         | ↗9        | сельское поселение Колтовское                                |
| 57 | Малое Ильинское                   | деревня                         | ↘9        | сельское поселение Домнинское                                |
| 58 | Маслово                           | деревня                         | ↘146      | сельское поселение Топкановское                              |
| 59 | Маслово                           | посёлок                         | ↗167      | сельское поселение Топкановское                              |
| 60 | Наумовское                        | деревня                         | →2        | сельское поселение Базаровское                               |
| 61 | Никулино                          | деревня                         | ↘532      | сельское поселение Домнинское                                |
| 62 | Новосёлки                         | посёлок                         | ↗1470     | сельское поселение Знаменское                                |
| 63 | Ожерелье                          | город                           | ↘10 292   | городское поселение Ожерелье                                 |
| 64 | Ожерельевского плодолесопитомника | посёлок                         | ↘205      | городское поселение Ожерелье                                 |
| 65 | Острога                           | деревня                         | ↘21       | сельское поселение Топкановское                              |
| 66 | Пенье                             | деревня                         | ↘12       | городское поселение Ожерелье                                 |
| 67 | Полудьяково                       | деревня                         | ↗18       | сельское поселение Домнинское                                |
| 68 | Понизье                           | деревня                         | ↗69       | сельское поселение Домнинское                                |
| 69 | Пурлово                           | деревня                         | ↘46       | сельское поселение Домнинское                                |
| 70 | Пчеловодное                       | деревня                         | ↗79       | сельское поселение Домнинское                                |
| 71 | Пчеловодное                       | посёлок железнодорожной станции | ↗59       | сельское поселение Домнинское                                |
| 72 | Пятница                           | деревня                         | ↗249      | сельское поселение Базаровское                               |
| 73 | Растовцы                          | деревня                         | ↘20       | сельское поселение Топкановское                              |
| 74 | Рождествено                       | деревня                         | ↘26       | сельское поселение Домнинское                                |
| 75 | Романовка                         | деревня                         | ↗46       | сельское поселение Топкановское                              |
| 76 | Романовское                       | деревня                         | ↗36       | сельское поселение Базаровское                               |
| 77 | Руднево                           | деревня                         | ↘20       | сельское поселение Базаровское                               |
| 78 | Семенково                         | деревня                         | ↘1        | сельское поселение Базаровское                               |
| 79 | Семенково                         | деревня                         | ↗11       | сельское поселение Колтовское                                |
| 80 | Смирновка                         | деревня                         | ↗6        | сельское поселение Знаменское                                |
| 81 | Сорокино                          | деревня                         | ↘79       | городское поселение Кашира                                   |
| 82 | Срезнево                          | деревня                         | ↗10       | сельское поселение Топкановское                              |
| 83 | Стародуб                          | деревня                         | ↘9        | сельское поселение Колтовское                                |
| 84 | Суханово                          | деревня                         | ↘2        | сельское поселение Базаровское                               |
| 85 | Тарасково                         | деревня                         | ↗1755     | сельское поселение Колтовское                                |
| 86 | Терново-1                         | деревня                         | ↘22       | городское поселение Кашира                                   |
| 87 | Терново-2                         | деревня                         | ↗128      | городское поселение Кашира                                   |
| 88 | Тимирязево                        | деревня                         | →4        | сельское поселение Базаровское                               |
| 89 | Токарево                          | деревня                         | ↗16       | сельское поселение Домнинское                                |
| 90 | Топканово                         | деревня                         | ↘934      | сельское поселение Топкановское                              |
| 91 | Топтыково                         | деревня                         | ↘5        | сельское поселение Домнинское                                |
| 92 | Труфаново                         | деревня                         | ↘191      | сельское поселение Домнинское                                |
| 93 | Умрышенка                         | деревня                         | ↘0        | сельское поселение Колтовское                                |
| 94 | Хворостянка                       | деревня                         | ↘6        | сельское поселение Знаменское                                |
| 95 | Хитровка                          | деревня                         | ↗79       | городское поселение Кашира                                   |
| 96 | Ягодня                            | деревня                         | ↗60       | сельское поселение Базаровское                               |
| 97 | Якимовское                        | деревня                         | ↘4        | сельское поселение Домнинское                                |
| 98 | Яковское                          | деревня                         | ↘284      | сельское поселение Домнинское                                |

В 2015 году город Ожерелье был упразднён и включён в черту города Кашира.

## Общая карта
Легенда карты:
|  | Более 30 000 жителей  |
|  | 10 000—20 000 жителей |
|  | 1000—3000 жителей     |
|  | 500—1000 жителей      |
|  | Менее 500 жителей     |